# (3078) Horrocks
(3078) Horrocks (1984 FG; 1964 TS1; 1970 SE1; 1973 GS; 1976 YX6; 1978 ET4; 1982 YQ1) ist ein ungefähr 28 Kilometer großer Asteroid des äußeren Hauptgürtels, der am 22. September 1982 vom US-amerikanischen Astronomen Edward L. G. Bowell am Lowell-Observatorium, Anderson Mesa Station (Anderson Mesa) in der Nähe von Flagstaff, Arizona (IAU-Code 688) entdeckt wurde.

## Benennung
(3078) Horrocks wurde nach dem englischen Astronomen und Mathematiker Jeremia Horrocks (1619–1641) benannt, der einen Venustransit für den November 1631 voraussagte und ihn als erster Astronom beobachtete. Aufgrund dieser Beobachtungen verbesserte er die Berechnungen des Orbis und des Durchmessers der Venus. Er glaubte, dass der Mond eine elliptische Umlaufbahn mit der Erde als Mittelpunkt hat – eine Tatsache, die Isaac Newton, nach dem der Asteroid (8000) Isaac Newton benannt ist, später bestätigen sollte. Der Name wurde vom Entdecker Edward L. G. Bowell nach einem Vorschlag von B. Hetherington eingereicht.